# 航空兵
航空兵（こうくうへい）は、軍隊における兵科の一つ。航空機を用いて偵察・攻撃を行い、それに伴う整備も受け持った。

## 航空兵科の成立
かつて航空機が存在しない時代の海軍を除く軍隊は、基本兵科といえば｢歩兵｣・｢騎兵｣・｢砲兵｣・｢工兵｣で、もっぱら陸上の視点に立っていた。その後、気球の実用化により、航空機の軍事利用が始まった。1794年のフランス陸軍では世界に先駆け気球による偵察が行われ、19世紀に入ると世界各国の軍隊で採用された。1900年にドイツのフェルディナント・フォン・ツェッペリンが飛行船で初飛行を成功させると、ドイツ帝国軍はツェッペリン社に軍用機を発注する事となる。1909年、ドイツでツェッペリンの軍用飛行船が制式採用となった。
1903年にはアメリカでライト兄弟が飛行機の初飛行に成功している。飛行機もすぐに軍事利用の研究が始まった。フランスでアンリファルマンIIIが乗客2名を乗せて飛行すると、翌年には日本で徳川好敏陸軍工兵大尉（後に陸軍中将）が日本初飛行を成功させた。1910年4月にはフランスが航空部隊を編制し、1911年にイギリスで航空師団が編成された。本格的な実戦投入がされたのは第一次世界大戦の頃からで、この時にはヨーロッパ列強各国が航空部隊を持ち、主に偵察が主任務であった。続く第二次世界大戦では航空戦力が主兵となり大いに活躍した。
このように航空機の軍用利用が広まるなかで、独立兵科としての航空兵の地位が形成されていった。当初は陸軍や海軍の一部としてスタートし、次第に航空兵科が部門として地位を確立すると、最終的には空軍として独立させる国も出た。

## 日本の航空兵

### 陸軍

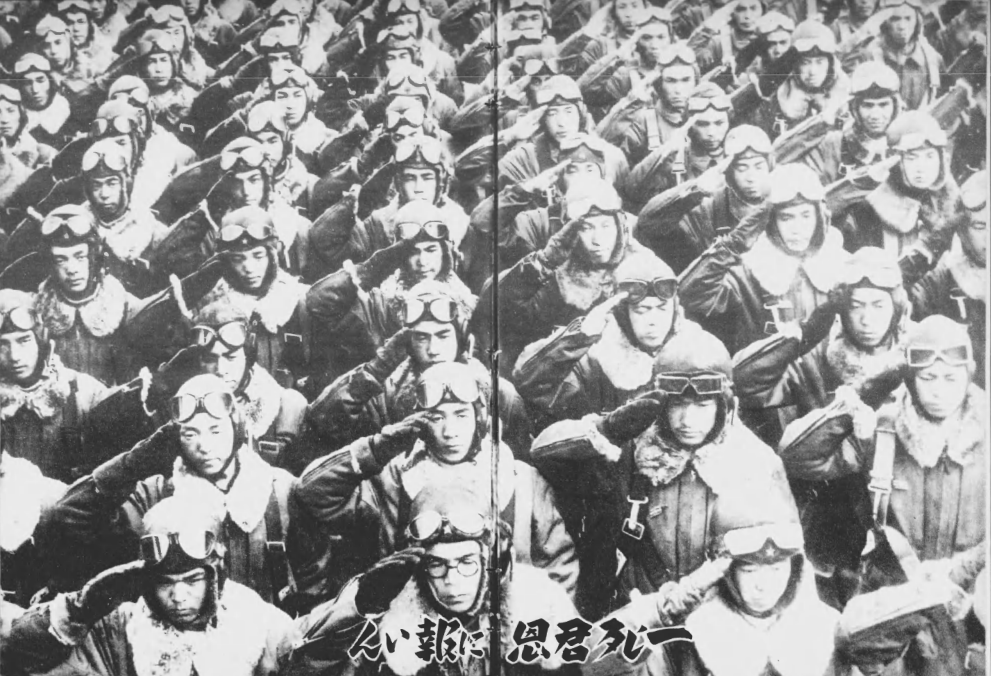
陸軍航空兵（1943年）

大日本帝国陸軍では1904年（明治37年）の日露戦争で電信教導大隊内に臨時気球隊が編制され、旅順攻囲戦で偵察任務を行った。1907年（明治40年）に鉄道連隊、電信大隊、気球隊を統括する交通兵旅団が設置され、近衛師団長の指揮下に置かれた。1909年（明治42年）7月30日に陸海軍共同によって臨時軍用気球研究会が創設され、初代会長には長岡外史陸軍中将が任命された。同会は1920年（大正9年）5月14日まで存続し、軍用気球の運用は主に工兵が担当した。1910年（明治43年）には前述の徳川好敏陸軍工兵大尉が日本で初飛行を成功させた。軍用気球・軍用機共にそうであったように、陸軍では新兵器は主に工兵によって導入された。第一次世界大戦では青島派遣航空隊として航空部隊が創設され、独立第18師団隷下で実戦投入された（青島攻略戦）。1915年（大正4年）に初めて平時編制として飛行大隊が編成された。1919年（大正8年）4月に航空部門を統括する陸軍航空部が設置され、井上幾太郎が本部長に就任する。これは先の交通兵旅団（この時は交通兵団と改編していた）の管轄にあった鉄道・電信については工兵監の所管とし、航空のみ独立させたものだった。
兵科として航空兵科が独立したのは1925年（大正14年）の宇垣軍縮によるもので、5月に創設された航空兵科は騎兵科や工兵科からの転科によって将校を調達した。兵科定色は「淡紺青」。また、飛行兵科創設に伴い陸軍航空部が陸軍航空本部として改編し、権限強化が図られた。既設の飛行大隊も飛行連隊として格上げし、1930年（昭和5年）には8個連隊を数えた。1937年（昭和12年）以降は空地分離方式の導入によって、飛行連隊は飛行戦隊に順次改変され、終戦までに計92個戦隊を数えた。
1923年（大正12年）に各飛行部隊が編成され、各師団に配属されてはいたが、各飛行部隊を包括する航空部隊が設置されたのは1936年（昭和11年）8月の事で、中将に進んだ徳川好敏が長を務める航空兵団が編成された。総数としての規模は拡大したが、制度としては未完成で、常に編制が変化した。終戦間際の編制では、本土決戦を睨み、北東方面を除く日本本土および朝鮮に駐屯する飛行部隊・航空部隊を統括する総司令部として航空総軍が置かれ、次に航空軍、その下に飛行師団が編制された。航空軍は全部で6個、飛行師団は13個編成されているが、いずれも装備・兵員はまちまちで、統一されていなかった。飛行師団は地上部隊の旅団に相当する飛行団を統率し、飛行団は陸軍航空部隊における主力単位（飛行部隊）である飛行戦隊、および独立飛行中隊・飛行場大隊などを統率した。
陸軍航空部が設置された1919年（大正8年）4月、所沢に有川鷹一少将を校長とする陸軍航空学校が設置された。これが初めての飛行兵用の実施学校（兵科別の戦術・戦法等を教授する機関）で、下士官から尉官までを対象に教育訓練にあたった。現役航空兵科将校を専門に養成する士官学校として、陸軍士官学校から分離する形で1937年（昭和12年）に陸軍航空士官学校分校が設立され、これは翌1938年（昭和13年）12月に陸軍航空士官学校として昇華・独立する。航士は陸軍予科士官学校を卒業し、兵科として航空兵を選んだ者が進んだ。当初、陸軍航空学校から改称された所沢陸軍飛行学校跡地に作られたが、後に埼玉県豊岡に移る。この地を大元帥である昭和天皇が「修武台」と名づける。この学校は第二次世界大戦終結までに4,476人の卒業生を出したほか、終戦の時点で4,000名を越える在校生がいた。人員面でのちの陸軍航空部隊の中核となる下士官航空兵は、1933年（昭和8年）にその前身が発足する陸軍少年飛行兵制度によって、東京陸軍航空学校および熊谷陸軍飛行学校などの各飛行学校で養成され主軸となった。
なお、1940年（昭和15年）に陸軍は憲兵科を除く兵科区分を合理的観念から撤廃、一律に「兵科」とし航空兵科・航空兵も廃止されているが兵種としての飛行兵が存続している。
陸軍は飛行機乗員のうち、操縦にあたるパイロットを「操縦者」と称し、さらに偵察、戦技（機上射撃）、機上通信などを行う同乗者を含めた総称として「空中勤務者」と定義している。同乗者の員数は操縦者の3割程度であった。

### 海軍
海軍は、陸海軍共同で創設された臨時軍用気球研究会を通じて1910年（明治43年）、金子養三海軍大尉をフランスへ派遣し、操縦者資格を取得させた。陸軍では同じ頃、日野熊蔵歩兵大尉がドイツ、徳川好敏工兵大尉がフランスで操縦者資格を取得して現地購入の機体を携え帰国していたが、海軍では航空機というまだ得体の知れない代物に対して十分な予算承認を得られず、実機の購入は見送られた。
1912年（明治45年）5月、横須賀に予算10万円で海軍航空技術研究委員会が設けられて、機体調達に目途がついたことから、フランスとアメリカに操縦と整備の技術習得を目的に、後に中島飛行機を設立することとなる中島知久平機関大尉を含め、5名の士官を派遣した。
第一次世界大戦の青島攻略戦には航空機運送艦若宮丸が搭載したモーリス・ファルマン水上機の1912年型3機と同1914年型1機で偵察と原始的な爆撃で実戦参加する。初めての実用機の配備から2年での実戦経験であった。
その頃の搭乗員養成は、主として機関科将校の中から希望者を募って細々と行われていた。
航空技術研究委員会が発展的解散し1916年（大正5年）、横須賀海軍航空隊を開いて士官操縦員養成コースである｢航空術学生｣の教育を開始し、1917年（大正6年）には下士官兵に対する操縦講習も実施しだした。同年、初めての航空母艦（後の鳳翔）の建造計画が政府から承認されている。
陸軍と違い海軍には、陸軍航空士官学校に相当する士官学校（兵学校）や、明野陸軍飛行学校などの飛行術科教育のための学校組織はなく、最後まで航空隊自体で養成する方式で一貫した。学校組織において訓練用の燃料、弾薬の使用も予算内に限られている教育系統よりも、司令が陣頭に立って昼夜訓練する実施部隊と同じ組織において教育した方が効率的であるとの主張であり、練習という名目ならば訓練用の燃料、弾薬も融通がつけ易いなどの理由からで、海軍教育は海軍省の軍政事項として管轄されているのに、言わば法の抜け道を利用する形で航空兵の育成を海軍教育の縛りから外したものであった。当初、横須賀航空隊内に、ついで霞ヶ浦海軍航空隊に練習部を置く形で出発したが、1930年（昭和5年）5月、航空隊練習部を練習航空隊（略して練空）とする大改定を行い、以後、練空は次第に増えていった。
海軍では飛行機乗員のうち、操縦にあたるパイロットを「操縦員」と称し、さらに航法、通信、爆撃、射撃、写真撮影、観測などを行う同乗者を含めた総称として「搭乗員」と定義している。また、操縦員以外の搭乗員を一括して「偵察員」と呼び、陸軍よりも複座機や大型機の比率が多かったため偵察員は操縦員と同数ぐらい必要であった。陸軍や他国では、この操縦者以外の飛行機搭乗員を教育訓練するのに既存の多座機を流用する場合が多かったが、海軍では専用の機体として、九〇式機上作業練習機や白菊などを開発、使用した。
1923年（大正12年）、海軍兵学校（一部は海軍機関学校）出の士官向けに、「航空術（機上作業）学生」という課程がつくられて専門の士官偵察員養成が始まり、1925年（大正14年）には｢偵察学生｣と名称替えされた。
同時に士官操縦員養成コースである航空術学生は、「飛行学生」の名前に替わった。
1929年（昭和4年）12月から偵察学生を廃止して、飛行学生一本として教育期間を1年に延ばして操縦偵察双方を教育するよう改められた。学生卒業時に本人希望と適正を考慮して空中勤務士官は操縦、偵察のどちらかに振り分けたが、偵察士官に区分されても操縦もした。しかし海軍予備学生出も含めて、その他の出身で偵察に区分されると操縦はしなかった。
海軍で戦闘部隊の指揮権をもつのは将校である兵科士官であり、これは空中勤務の将兵も同じであった。
兵科士官が飛行将校になろうとする場合、およそ支那事変前までは海軍兵学校を卒業して中尉の初年か少尉の2年目まで艦船勤務をし、そこで飛行学生に採用されて一般海上コースから分かれて、霞ヶ浦航空隊で1年間の教育訓練を受けた。飛行学生修了後は戦闘機、艦上爆撃機、艦上攻撃機、陸上攻撃機、水上偵察機など専門別の訓練を受けるので、海軍予備学生や海軍飛行予科練習生の操縦者よりも養成期間が長くなっていた。
1930年（昭和5年）、飛行学生卒業後1年以上実務部隊に勤務した大尉の中から僅かな人数が選抜されて、横須賀航空隊において1年間の教育を施す｢練習航空隊高等科学生｣制度が始まり、第1期生が入隊した。毎年、数名から多くても20名の学生が採用されていたが、1939年（昭和14年）入隊の第8期生でこの練習航空隊高等科学生は中止される。支那事変が始まるとたちまち不足した航空現場の幹部を、内地へ呼び戻して高等教育する人員的余裕がなかったためで、第1期から第8期までの卒業生は合計93名であった。
1914年（大正3年）から准士官、下士官を数名、試験的に採用して操縦員教育を施してきたが、1920年（大正9年）5月以降、兵曹、水兵の中から募集した｢飛行術練習生｣（1930年に｢操縦練習生｣と改称、略して操練）の教育を、1923年（大正12年）2月には｢機上作業員養成の航空術練習生｣（1925年に｢偵察練習生｣と改称、略して偵練）の教育を始めた。水兵などで航空兵を志願する者から身体検査と学術試験を行って合格した者の中から、更に航空適性検査にて飛行術練習生/操練か航空術（機上作業）練習生/偵練として採用する者を選別した。
1940年（昭和15年）11月、操練、偵練を廃止して、海軍の一般下士官兵から募集し、学科試験や適性検査、身体検査により選抜された飛行機搭乗要員は、後述する海軍飛行予科練習生の地上教育の部分を6ヵ月行った後、甲種、乙種飛行予科練習生と同様に飛行練習生に進ませる｢丙種飛行予科練習生｣（略して丙飛）に改められた。丙飛は海軍内での他兵種から要員を引き抜くこととなるため太平洋戦争での戦況悪化に伴い、1943年（昭和18年）岩国海軍航空隊への第17期生入隊をもって以降の募集は中断され、そのまま終戦となった。
1930年（昭和5年）6月、少年航空兵制度として予科練習生第1期生79名が横須賀航空隊に入隊した。これは15歳以上17歳未満の高等小学校卒業者から採用され、競争率74倍もの超狭き門であった。3年間で砲術、水雷、航海、運用、通信など各種術科の知識に加えて旧制中学校卒業程度の学力を身につけさせてから、艦隊などで艦務実習を約6カ月行った後、一等航空兵（後の飛行兵長）として飛行練習生になった。練習機と短期間の実用機での飛行訓練を受けている約10ヵ月間に、操縦不適と判断された者は偵察員や整備員に回される。卒業した者は、それから3ヵ月ほど戦闘機、艦上爆撃機、艦上攻撃機、陸上攻撃機、水上偵察機の専修訓練を済ませ、4年半の全課程を修了すると三等飛行兵曹に任官されて実務部隊へ赴任した。この予科練習生は1936年（昭和11年）12月から｢飛行予科練習生｣に、1937年（昭和12年）5月から乙種飛行予科練習生（略して乙飛）に改称され、1940年（昭和15年）からは土浦海軍航空隊に入隊した。
太平洋戦争での激しい消耗戦により飛行機搭乗員の超急速養成を図ろうとして、1943年（昭和18年）4月、乙飛合格者の内17歳以上（やがて16歳6ヵ月以上）の者を採用し、海兵団の新兵教育と丙飛での教育を6ヵ月で行う｢乙種(特)飛行予科練習生｣（略して特乙）第1期生1585名が、丙飛第17期生が入隊した翌日に同じ岩国航空隊へ入隊した。
日本海軍は伝統的に攻撃力を重んじる傾向があり、航空隊でも防御力である戦闘機よりも攻撃力である爆撃機、攻撃機を重視した。この考えは1933年（昭和8年）頃から戦闘機不要論として先鋭化し、1935年（昭和10年）から2年間は戦闘機の生産や戦闘機操縦員育成は減らされた。
1937年（昭和12年）、航空兵科の整備部門が独立し海軍航空部門は、飛行科と整備科の2兵科となる。同年9月、旧制中学高学年在学生から選抜（学科試験は中学4年1学期修了程度の学力）して航空兵養成を行う｢甲種飛行予科練習生｣（略して甲飛）第1期生250名が11.5倍の競争率を勝ち抜き横須賀航空隊に入隊した。
乙飛に比べ甲飛は、一般教養教科を大幅に省略できたため予科練教育期間を半分に速成が可能で、また実務についてからの進級も速かったため、甲飛と乙飛の両者間に軋轢が生じる原因になった。
海軍航空兵力の拡充のため優れた人員を充当すべく、1934年（昭和9年）には旧制大学、旧制高等学校高等科、旧制専門学校の卒業生を対象とした海軍航空予備学生（後に「海軍飛行専修予備学生」、「海軍飛行科予備学生」と改称）が海軍予備員養成課程の一種である海軍予備学生制度として導入されたが、太平洋戦争が開戦すると間もなく1942年（昭和17年）1月には海軍予備学生の対象は兵科全体に拡大された。
他に1938年（昭和13年）に発足した逓信省の航空機乗員養成所にて民間操縦士免許を取得すると、義務として短期間の軍の教育を受けて陸海軍の予備役下士官操縦者になった。
海軍は急速に飛行科の増強を図って、軍用機の生産数増加に応じて飛行機搭乗要員を大量増員し、1942年（昭和17年）から終戦までに各種予科練に24万2千人も入隊させたのだが、要員の収容場所に困り、高野山の寺院や宝塚歌劇団の劇場まで使用した。同年は約6千名の飛行機搭乗員を育成したが、この内、飛行科予備学生出身の約200名を含む400名弱が士官であり、残りのほとんどは飛行予科練習生出身の下士官であった。また、民間操縦士から採用する甲種予備練習生100名ほども入っていた。
1943年（昭和18年）12月から海軍予備生徒制度の対象を、従来の高等商船学校の在校生、卒業者のみならず、旧制大学、旧制高等学校高等科、旧制専門学校の在校生志願者に拡げて学徒出陣者の受け皿とした。
同年で海軍予備学生の飛行専修者として士官搭乗員の養成数は1万人以上が採用され、また、旧制中学在学中の者から採用した甲飛が3万名を超えた。
1944年（昭和19年）後半になると練習航空隊に練習用機材や燃料を満足に供給できなくなり、飛行練習生の約半数は航空隊での従来の予科練教育の代わりに整備術教育をしたり、通信学校や電測学校に派遣して、整備員、電信員、電測員に養成しておき、「時期が来れば」飛行機搭乗要員の教育を再開しようとした。
同年8月、特攻術科が新設され、甲標的、震洋、回天などの水中、水上特攻兵器搭乗員の養成に、予科練出身でも飛行機搭乗要員の教育を受けられなかった航空兵の一部が充てられ、2カ月ほどの講習を受けて掌特攻兵という特修兵になった。

## 著名な航空将兵
第二次世界大戦中の撃墜王についてはエース・パイロット#第二次世界大戦、エースパイロットについてはCategory:第二次世界大戦のエースパイロットも参照。

### 大日本帝国

#### 陸軍
- 徳川好敏：陸軍中将、男爵
- 加藤建夫：陸軍少将（戦死、二階級特進）
- 若松幸禧：陸軍中佐（戦死、没後進級）
- 南郷茂男：陸軍中佐（戦死、二階級特進）
- 檜與平：陸軍少佐、「義足のエース」
- 黒江保彦：陸軍少佐、戦後航空自衛隊入隊、空将補
- 小林照彦：陸軍少佐、第224戦隊長
- 来栖良：陸軍技術少佐（事故死、没後進級）
- 篠原弘道：陸軍少尉（戦死、没後進級）
- 穴吹智：陸軍曹長、戦後警察予備隊入隊、陸上自衛隊航空科

#### 海軍
- 板谷茂：海軍中佐（殉職）、真珠湾攻撃における第一次攻撃隊制空隊指揮官
- 市丸利之助：海軍中将（戦死）、予科練の父、硫黄島の戦いにおける海軍部隊指揮官
- 岩本徹三：海軍中尉、最終撃墜記録202機のエース・パイロット
- 梅林孝次：海軍中尉、戦闘機パイロット、南京渡洋爆撃で戦死
- 江草隆繁：海軍大佐（戦死、二階級特進）、艦上爆撃機の神様
- 大西瀧治郎：海軍中将、特攻の父
- 奥宮正武:海軍中佐
- 加藤曻：海軍中尉
- 金子養三 :海軍少将 、海鷲育ての親
- 亀井凱夫：海軍少将、着艦三羽烏
- 菅野直:海軍中佐（戦死、二階級特進）
- 吉良俊一：海軍中将、空母初着艦
- 黒沢丈夫：海軍少佐、日本航空123便墜落事故の救援に当たった群馬県多野郡上野村村長
- 源田實：海軍大佐、戦後に空将・航空幕僚長、参議院議員
- 小園安名：海軍大佐
- 坂井三郎：海軍中尉、『大空のサムライ』著者
- 笹井醇一：海軍少佐（戦死、二階級特進）
- 杉田庄一:海軍少尉（戦死、二階級特進）
- 関行男：海軍中佐（戦死、二階級特進）、米空母セント・ローに体当りし戦死
- 高橋赫一：海軍大佐（戦死、二階級特進）
- 千早猛彦：海軍大佐（戦死、二階級特進）、メジュロ環礁偵察飛行
- 友永丈市：海軍中佐（戦死、二階級特進）
- 中島正：海軍中佐
- 南郷茂章：海軍少佐、南郷茂男の兄
- 西沢広義：海軍中尉（戦死、二階級特進）、太平洋戦争における日米両軍を通じたトップエースとしてアメリカ国防総省に肖像が飾られている。
- 野中五郎：海軍大佐（戦死、二階級特進）、神雷部隊指揮官
- 淵田美津雄：海軍大佐
- 帆足正音：海軍中尉（戦死）、マレー沖海戦での英国艦隊発見
- 武藤金義：海軍中尉（戦死）、別名"空の宮本武蔵"
- 村田重治：海軍大佐（戦死、二階級特進）、雷撃機の神様

### アメリカ合衆国
1947年9月18日のアメリカ合衆国空軍設立に伴い、軍歴がこれ以前に始まり最終軍歴が設立後に終わる元陸軍航空隊所属者は空軍表記。
- ジョージ・H・W・ブッシュ - 海軍大尉、第43代副大統領および第41代大統領。
- ジョン・S・サッチ - 海軍大将、対零戦空戦術「サッチウィーブ」、対神風特攻の艦隊防空システム「ビッグ・ブルー・ブランケット」の考案者。
- チャールズ・スウィーニー - 空軍少将、長崎に原子爆弾を投下したB-29爆撃機ボックスカーの機長。
- チャック・イェーガー - 空軍准将、ベルX-1が世界初の水平音速飛行を行った際のパイロット。
- ポール・ティベッツ - 陸軍准将、広島に原子爆弾を投下したB-29エノラ・ゲイの機長。
- ニール・アームストロング - 海軍中尉、人類史上初の月面着陸船アポロ11号の船長。

### イタリア
イタリア空軍は1887年に設立され、イタリア王立空軍として第一次・二次世界大戦を戦い、1946年にイタリア共和国空軍に改称された。
- アドリアーノ・ヴィスコンティ - 空軍少佐、26機撃墜。
- フランコ・ルッキーニ - 空軍大尉、26機撃墜。

### イギリス
- ジョン・カニンガム - 空軍大佐、20機撃墜。

### ドイツ
ドイツ空軍はドイツ帝国時代からナチス・ドイツ、東西ドイツ分裂を経てドイツ連邦軍空軍として存在している。
第一次・二次世界大戦などに参戦しているが、二度の敗戦によりドイツ帝国陸軍航空隊、ドイツ国防軍空軍は解体されている。
- エルンスト・ウーデット - 空軍上級大将、62機撃墜。
- ヘルマン・ゲーリング - 第一次世界大戦時、22機撃墜。ナチス・ドイツの空軍最高司令官。
- ハンス・ヨアヒム・マルセイユ - 空軍大尉、158機撃墜。
- マンフレート・フォン・リヒトホーフェン - 帝国陸軍騎兵大尉、80機撃墜（未公認3）。第一次世界大戦最多撃墜数。レッドバロン。
- エーリヒ・ハルトマン - 空軍大佐、352機撃墜。航空戦史上最多撃墜数。
- ゲルハルト・バルクホルン - 空軍少将、301機撃墜。航空戦史上撃墜数2位。
- ヴォルフ・ディートリンデ・ヴェルケ
- ギュンター・ラル - 空軍中将、275機撃墜。

### フランス
自由フランス空軍、フランス空軍を含む。
- アントワーヌ・ド・サン＝テグジュペリ - 空軍少佐、作家。星の王子さまの著者。
- ピエール・クロステルマン - 空軍中佐、23機撃墜。自由フランス空軍所属在籍者としてトップエース。

### ロシア
- エカテリーナ・ブダノワ - 空軍親衛上級中尉、11機撃墜。女性エースパイロット、ロシア連邦英雄。
- リディア・リトヴァク - 空軍上級中尉、12～14機撃墜。女性エースパイロット。1990年5月6日にソビエト連邦英雄。
- ユーリイ・ガガーリン - 空軍大佐、世界初の有人宇宙飛行を行った宇宙飛行士。